# Isaac D'Israeli
Isaac D'Israeli (11 de maig de 1766 – 19 de gener de 1848) va ser un escriptor i erudit anglès, pare del Primer Ministre del Regne Unit (1868 i 1874–1880) Benjamin Disraeli. Va tenir John Murray com a editor.

## Biografia
Va néixer a Enfield, Middlesex, Anglaterra, al maig de 1766; el seu pare era un comerciant jueu que havia emigrat des de Venècia feia alguns anys. Va rebre la major part de la seva educació a Leiden, i als 16 anys va començar la seva carrera literària amb alguns versos dedicats a Samuel Johnson.
Va escriure l'obra Mejnoun i Leila, una història oriental, però la seva fama es va assegurar amb el seu millor i més coneguda obra, Curiositats de la literatura, una col·lecció d'anècdotes sobre persones i esdeveniments històrics, llibres desconeguts i hàbits dels col·leccionistes de llibres. L'obra va ser molt popular i venuda massivament al segle xix, a través de moltes edicions —va ser publicada en quatre volums durant diversos anys fins que els van unificar en un només—, i encara s'imprimeix. Un llibre seu, La vida i el regne de Carles I (1828), va resultar premiat per la Universitat d'Oxford.

## Obra
- The Life and Reign of Charles I [1828]
- Illustrations of the Literary Character
- Mejnoun and Leila.* Curiosities of Literature (5 vols. [1791–1823]; 3 vols. [1824])
- A Dissertation on Anecdotes [1793]
- An Essay on the Literary Character [1795]
- Miscellanies; or, Literary Recreations [1796]
- Romances [1799]
- Amenities of Literature [1841]
- Calamities of Authors [1812-3]
- Quarrels of Authors [1814]
- The Genius of Judaism [1833]